# Storman
En storman var en framstående och mäktig man under vikingatiden och in på medeltiden, ofta en man som ägde mycket jord. Ibland kallas sådana personer för "hövdingar" i den isländska sagalitteraturen.

## Historia

### Tidiga källor
Svenska stormän kallas i tidiga latinska källor nobiles (adelsmän). De tillhörde ätter med hög social ställning med gamla anor och i ätten ärftlig lantegendom (odal). Ofta valdes lagsagans lagman ur sådan ätt. För deras tidiga härkomst finns inga (av historiker godtagna) belägg. Deras 'adelskap', ett begrepp som tillhör en senare tid, är inte grundat på ett (känt) formellt upptagande i en privilegierad grupp. De kallas därför uradel (ur- - som har funnits så länge man minns). Oftast anges personer i särskilt rika gravar från järnåldern till vikingatiden som stormän, då det är uppenbart att de haft hög ekonomisk och social status, men det är okänt vad detta exakt innebar. 

### Frälsestatus
Senast från år 1280 kunde alla i Sverige förvärva frälsestatus, det vill säga befrielse från vissa skatter till kronan mot rusttjänst med stridshäst, vapen och rustning av fastlagd kvalitet. Från denna tid kan man tala om frälseätter. Frälsestatus kunde dras in när rusttjänsten upphörde, men änkan efter en frälseman hade ett antal års frist tills en ny manlig familjemedlem återupptog tjänsten.
Orden högfrälse och lågfrälse används för att beskriva ättens relativa betydelse inom riket i en viss tid, men begreppen var okända under medeltiden. Frälsemän titulerades väpnare men kunde dubbas till riddare (miles) och tilltalades då herr (dominus). Riddarens maka tituleras fru (domina).  Ställningen var personlig; det fanns inga medeltida 'riddarätter' i Sverige. Titeln riddare uppträder i Sverige på 1270-talet, före Alsnö stadga. Den är som vanligast före 1300-talets mitt och blir därefter alltmer exklusiv. 1497, året då kung Hans genomförde en massdubbning till riddare vid sin kröning, fanns i Sverige endast en man med denna titel, riksföreståndaren Sten Sture den äldre, detta eftersom dubbning endast kunde utföras av en konung. 
Ett begrepp som bör undvikas i svenskt sammanhang är feodal. Svenska stormän och deras likar ägde sina arvgårdar och övrigt land och lösöre rent privat, alltså inte som ärftlig förläning från någon kung eller furste. I Sverige avser län från kronan ett överlåtande av kronans inkomster från ett visst område till en person som gjorde en mottjänst, som längst på personens livstid.
Från tidigt 1200-tal har medlemmar ur stormannaätter heraldiska vapen, som idag främst är kända genom sigill eller från gravmonument. Lägre frälsemän börjar föra heraldiska vapen från sekelskiftet 1300. Vapnen var från början personliga med formaliserades till ättevapen. Vapnet ärvdes vanligen från farssidan, men det var inte ovanligt att enstaka barn eller hela ättegrenar övertog moderns (dvs morfaderns) vapen. Kvinnor ärvde vapen och tog inte makens, liksom de inte heller tog hans namn.
Uradel fanns även utomlands. Invandringen under medeltiden kom främst från Danmark, Norge och Tyskland. 